# Concattedrale di San Pietro (Noli)
La concattedrale di San Pietro è un luogo di culto cattolico situato nel comune di Noli, in piazza della Cattedrale, in provincia di Savona. La chiesa è sede della parrocchia omonima facente parte del vicariato di Finale Ligure della diocesi di Savona-Noli.
In loco è conosciuta anche come la chiesa di San Pietro dei Pescatori, denominazione che trae origine dalle decime dei proventi della pesca dei giorni festivi riscosse nel XIII secolo per la costruzione della prima struttura religiosa. Solamente nel 1572 con il trasferimento del titolo di cattedrale dalla chiesa di San Paragorio l'antico appellativo tramutò nell'odierna intitolazione verso l'apostolo Pietro.

## Storia e descrizione

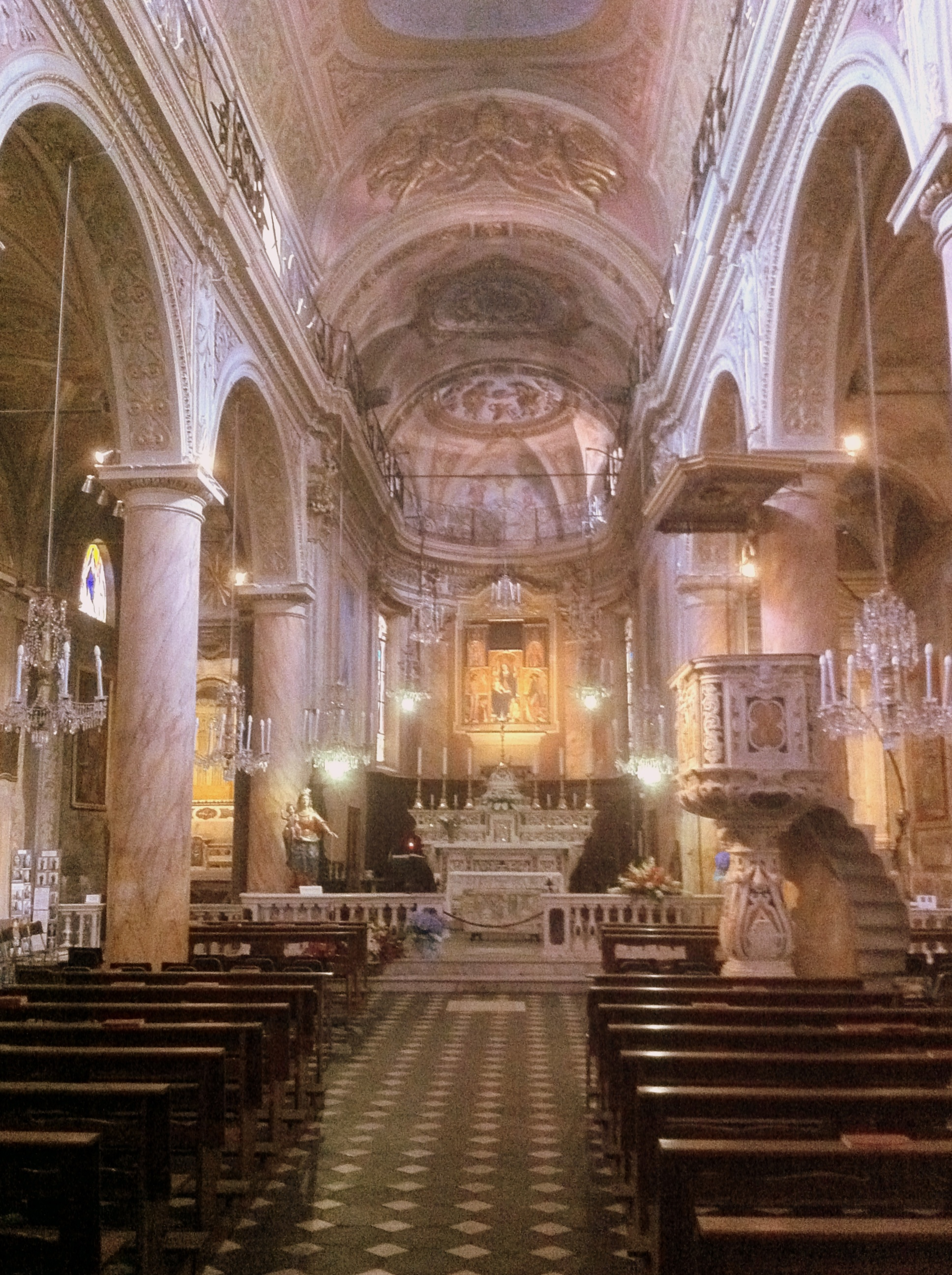
La navata centrale della concattedrale

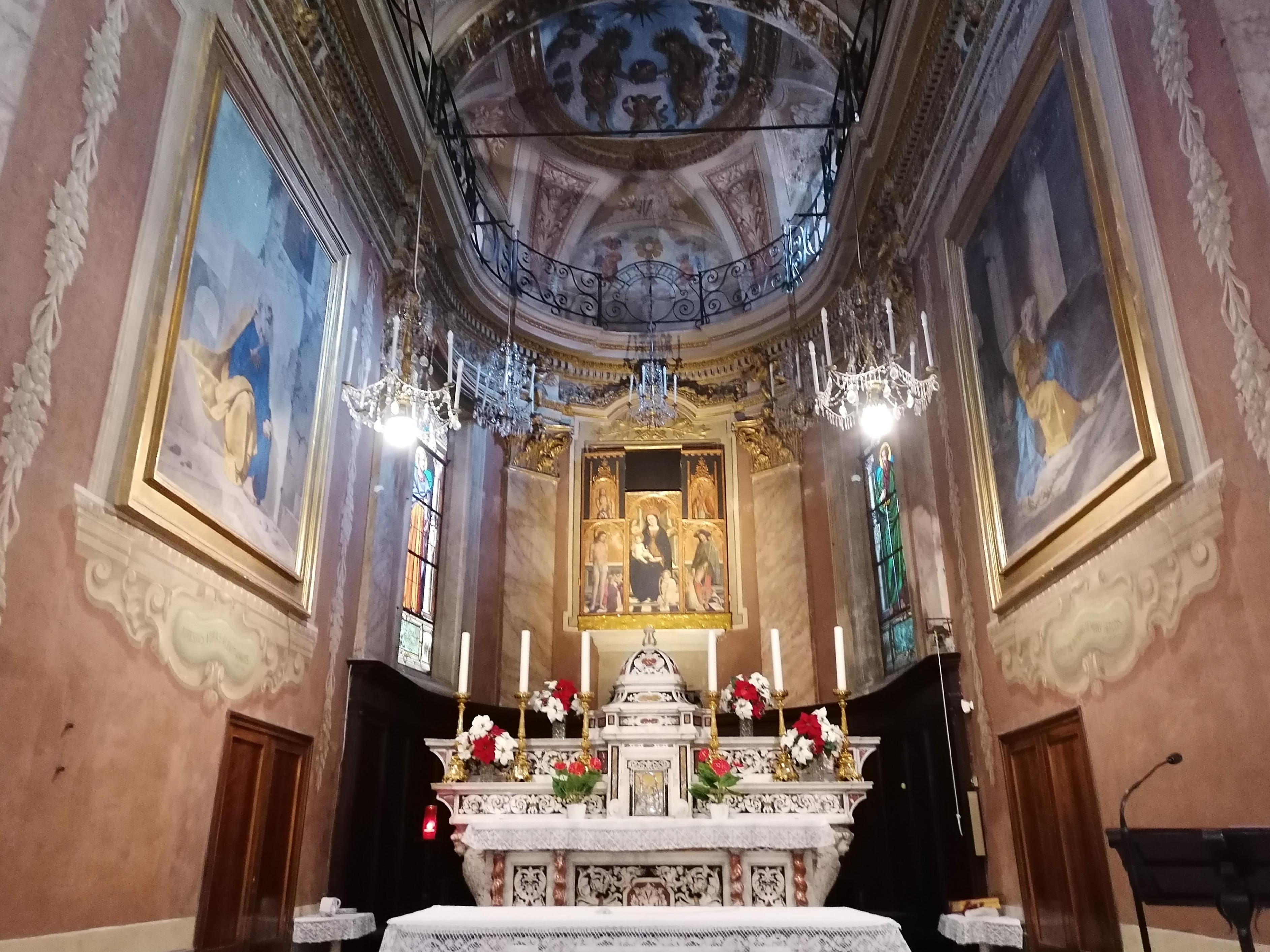
Altar maggiore

Il primo impianto della cattedrale è ascrivibile al XII secolo o XIII secolo, periodo al quale risalgono l'attiguo campanile, i muri perimetrali della chiesa e i pilastri interni. L'edificio fu trasformato a partire dalla seconda metà del XVI secolo, quando l'antica cattedrale di San Paragorio divenne pericolosa essendo fuori dalle mura cittadine. Il territorio era infatti all'epoca minacciato dalle truppe spagnole che avevano conquistato il marchesato di Finale. Il trasferimento del titolo di cattedrale avvenne con Bolla pontificia di Gregorio XIII il 22 ottobre 1572.
L'aspetto dell'edificio lascia perfettamente trasparire la sovrapposizione barocca degli interni e della facciata sulla struttura romanica preesistente, che si evidenzia in particolare nelle monofore dei muri laterali e nei basamenti dei pilastri interni. Il portone centrale, del 1611, è sormontato sull'esterno da un timpano spezzato su cui fu apposta una statua di San Pietro nel 1613, opera del maestro Batta Casale.
L'interno si sviluppa in tre navate abbellite da stucchi dorati e illuminate dalle vetrate policrome istoriate a temi religiosi. La volta centrale è dominata dal moderno affresco di Giovanni Rovero (1885-1971), mentre nel presbiterio gli affreschi del XIX secolo sono opera del pittore Lazzaro De Maestri. L'altare maggiore del 1679, in marmo policromo intarsiato, è opera di Anselmo Quadro. La mensa è invece stata ricavata da un sarcofago del IV secolo di provenienza africana, rimaneggiato nel XV secolo, in cui sono state custodite per secoli le reliquie di sant'Eugenio, prima sepolto sull'isola di Bergeggi, poi traslato nella chiesa di San Paragorio e poi nel 1602 in questa cattedrale di San Pietro. Sulla sinistra si trova la cattedra vescovile in legno d'ebano, opera di Paolo Noceto del 1614. Sulla parete di fondo, dietro l'altare, svetta il polittico del XV secolo, attribuito a Vincenzo Foppa, proveniente dalla chiesa del Vescovado.
Nella navata destra si trova un gruppo ligneo settecentesco raffigurante l'Annunciazione, opera di Giovanni Battista Maragliano, parente del più noto Anton Maria Maragliano. Proseguendo verso il presbiterio si incontra sulla sinistra il pulpito in marmo intarsiato del 1679, opera di Anselmo Quadro. A destra invece trova collocazione l'altare seicentesco di Sant'Eugenio, in cui sono collocate le reliquie del santo. In controfacciata, sopra l'ingresso, si trova l'organo Mascioni (opera nº 289) del 1909.
Annesso è il Tesoro, del quale fanno parte alcuni importanti oggetti: un Reliquiario del braccio di Sant'Eugenio, restaurato nel 2017, era stato realizzato da maestranze liguri in origine per l'antica Cattedrale di San Paragorio ed è datato 1430 nell'iscrizione dedicatoria che riporta anche il nome del committente, il vescovo Marco Vigerio. Sono presenti anche una Croce processionale in argento del 1417 ed il Pallio di Sant'Eugenio del XV secolo.